# Беспутная Роза
«Беспутная Роза» (также «Ползучая роза», «Беспутная роза», «Неприкаянная Роза»; англ. Rambling Rose) — художественный фильм 1991 года о девушке-нимфоманке.

## Сюжет
Штат Джорджия, 1930-е годы, времена Великой депрессии в США. Повествование ведётся от лица 13-летнего подростка, Бадди. В семью консервативных южан на работу горничной нанимается девушка Роза. С этого момента жизнь семьи, да и всего небольшого городка меняется. От Розы исходит необыкновенная сексуальная энергия, ни один мужчина не может перед ней устоять. Под её чары подпадают и члены семьи. Главным защитником Розы становится мать семейства.
Окончание фильма происходит 30 лет спустя, когда взрослый Бадди возвращается в дом отца и узнает новость о смерти Розы.

## В главных ролях
- Лора Дерн — Роза
- Дайан Ладд — мать
- Роберт Дюваль — папаша Хиллер
- Лукас Хаас — Бадди

Лора Дерн является дочерью Дайан Ладд. За свои роли в фильме обе актрисы были номинированы на получение премии «Оскар» 1992 года. Это был первый случай, когда мать и дочь были выдвинуты на премию за игру в одном фильме. Они также были одновременно номинированы на получение премии «Золотой глобус».

## Награды
- Премия «Независимый дух» — Марте Кулидж за лучший фильм и режиссуру, Дайане Ладд за лучшую женскую роль второго плана
- Премия Монреальского международного кинофестиваля (англ. Montreal World Film Festival) — Лора Дерн за лучшую женскую роль